# Daniel Barbier
Daniel Barbier (* 10. Dezember 1907; † 1. April 1965) war ein französischer Astronom.

## Leben
Barbier studierte an einer École normale supérieure mit dem Schwerpunkt Mathematik. Er promovierte mit einer Arbeit über die statistische Analyse langperiodischer Doppelsternsysteme, wobei er Beobachtungen der Observatorien von Paris und Marseille auswertete. Danach begann eine langjährige Zusammenarbeit mit Daniel Chalonge auf dem Gebiet der Stellar-Photometrie. Zwischen 1930 und 1965 veröffentlichte er mehr als 200 wissenschaftliche Arbeiten zur Astronomie, darunter Arbeiten über die Zusammensetzung von Sternatmosphären und das Auftreten von Mond- und Sonnenfinsternissen. Darüber erforschte er die obere Erdatmosphäre, Polarlichter und das Zodiakallicht.
Gemeinsam mit Daniel Chalonge bestimmte er am Institut d’Astrophysique in Paris anhand von Messungen die Höhe der Ozonschicht auf 50 bis 80 Kilometer.

## Auszeichnungen
- 1934 – Prix Lalande der französischen Akademie der Wissenschaften für seine Forschung über Doppelsternsysteme
- 1949 – Prix Isaac Robert der Französischen Astronomischen Gesellschaft
- 1960 – Prix Deslandres der Akademie der Wissenschaften für seine Untersuchungen über das atmosphärische Leuchten und über Polarlichter
- 1964 – Prix Vaillant der Akademie der Wissenschaften für die Untersuchung der Entwicklung des tropischen Nachthimmelsleuchtens im 630-nm-Bereich

Zu seinem Gedenken wurden der Mondkrater Barbier und der Asteroid (37853) Danielbarbier benannt.

## Werke
- De la stratosphère à l’ionosphère, Pr. Univ. de France, Paris 1942
- Les Parallaxes dynamiques des étoiles doubles, Hermann, Paris 1936
- Vergleich von Standardlichtquellen für spektralphotometrische Zwecke ; mit Daniel Chalonge, Hans Kienle, Johann Wempe; In: Zeitschrift für Astrophysik; 12.1936, S. 178–191
- Les atmospher̀es stellaires; Paris, Flammarion, 1952
- L'observation des aurores pendant l'année et la coopération géophysiques internationales (1957-59) (Photométrie photoélectique de la luminescence du ciel nocturne aux Observatoires de Haute Provence et de Tamanrasset -Mai 1957 - Janvier 1960); mit Gilbert Weill; Paris, Centre National de la Recherche Scientifique, 1961
- Photométrie photoélectrique de l'aurore à Port-auxFrançais (Kerguelen) (11. août 1957-31 mars 1959); mit André Peron; 1961
- Observation photometrique d'une perturbation de la haute atmosphere; In Astrophysica Norvegica , S. 56–59; Oslo, Universitetsforl., 1964